# Venus (Flórida)
Venus é uma área não incorporada no sudeste de Condado de Highlands, Estados Unidos.  Está localizada na "County Road 731" da U.S. Route 27.
As maiories indústrias de Venus são a citricultura e a pecuária. A comunidade tem um corpo de bombeiros totalmente voluntário. É também local do "Camp Mars", um dos poucos acampamentos gay do estado, e um supermercado. Devido à disponibilidade de áreas de 1 acre (0,4 ha) para casas móveis, Venus tem atraído uma população crescente e diversa.
Em 24 de junho de 2012 foi atingida por um tornado EF-2 resultando em uma morte e danos à propriedades.
O Projeto Venus tem seu centro de pesquisa localizado aqui, e é derivado do nome da comunidade.

## Geografia
Venus está localizada em 27° 04′ 01″ N, 81° 21′ 25″ O (27.0669, -81.3569).